# Хабаровский музей археологии
Хабаровский музей археологии — филиал Хабаровского краевого музея имени Н. И. Гродекова. Музей был открыт в 1998 году. Экспозиция рассказывает об истории края и самобытных древних культурах Приамурья, знакомит с наиболее значительными археологическими памятниками — петроглифами Сикачи-Аляна, Шереметьевскими писаницами, средневековыми поселениями. В основу археологического фонда легли коллекции, собранные В. К. Арсеньевым и А. П. Окладниковым.

## Здание музея
Музей археологии располагается в бывшем жилом доме купца 2-й гильдии Бернарда Петровича Люббена. Из всех построек, принадлежавших Люббену, наибольший интерес представляет именно этот дом. Компактный в плане прямоугольный объём с двускатной крышей обращён протяжённым фасадом к улице Тургенева. На фасадах основной композиционный приём заключается в сочетании красного цвета кирпичной кладки стен с серым цветом оштукатуренной рустовки межоконных простенков. Пластика декора, сосредоточенного в подкарнизной части и в оконных обрамлениях, характерна для периода эклектики в архитектуре. На фасаде здания в центральной части, из кирпича выложена буква «Л» — начальная буква фамилии бывшего хозяина этого дома купца Люббена — так считает хабаровский краевед А. М. Жуков. Если это предположение верно, то эту деталь достроили позже, ведь первоначально здание Люббену не принадлежало.
В первый год новой власти здесь размещался «Революционно-демократический суд», затем двухэтажное здание по Тургеневской улице было передано под управление дорожно-транспортного отдела ОГПУ. В 1925—1926 годах в двухэтажном доме разместились конторы треста Дальзолота и ещё ряда других организаций. В 1939 году трест открывает здесь школу горно-промышленного ученичества для подготовки специалистов по золотодобыче.. Затем в разное время в этом доме располагались горвоенкомат, горсовет Осоавиахима, исполком центрального района, музей русской игрушки, а с 1980 года — музей комсомольской славы Хабаровского краевого комитета ВЛКСМ.
В 1997 году здание передано краеведческому музею, где в 1998 году открылся и по настоящее время расположен музей археологии. В 2013—2014 годах производился ремонт фасада здания, во время которого была срезана железная лестница времён постройки здания. Часть этой лестницы и уключины от неё хранятся в музее археологии как память о больше чем вековой истории здания. В это же время к музею со стороны здания пивоваренного завода была сделана пристройка, где расположилась научно-исследовательская лаборатория музея археологии, а в гараже здания обосновалась уникальная интерактивная экспозиция «Лабиринты Подземья». В наше время здание по улице Тургенева, 86 представляет ценность как интересный образец городского усадебного дома. Является памятником архитектуры федерального значения.

## Коллекции музея
Фонды музея насчитывают около 160 тыс. археологических предметов, из них более 60 000 основного фонда, 1200 предметов уникальны.
Наиболее ценными, уникальными коллекциями являются:
- Коллекция эпохи палеолита — 731 ед. хр.
- Коллекция из вооружения чжурчженьских воинов раннего средневековья — 17 ед. хр.

Сотрудники музея ежегодно участвуют в научных экспедициях, которые организуют, в частности, и совместно с японскими коллегами. Для детей на базе музея проводят увлекательные мастер-классы «Волшебная береста», «Письмена из Неолита», «Первобытный Прометей». В музее работает образовательная студия «Древнее гончарство и ремесло».